# Арматура (ЛЭП)
Армату́ра — специальные типовые детали, предназначенные для соединения проводов, соединения изоляторов в гирлянды, крепления к ним проводов, подвески гирлянд на опорах линий электропередачи и других функций.

## Требования к арматуре
- нормируемая механическая прочность
- хорошая шарнирность для некоторых видов
- высокая стойкость к коррозии
- высокая усталостная прочность
- хорошая электрическая проводимость (в некоторых случаях)

## Классификация арматуры
По назначению арматура делится на несколько групп:
- Сцепная арматура
- Поддерживающая арматура
- Натяжная арматура
- Соединительная арматура
- Защитная арматура
- Контактная арматура
- Арматура для крепления штыревых изоляторов
- Спиральная арматура
- Арматура для самонесущих изолированных проводов (арматура СИП)

### Сцепная арматура

#### Назначение
Сцепная арматура предназначена для комплектации подвесок узлами крепления типа КГП, ушками типа У1, У1К, У2, У2К,УС, УСК, и УД, скобами типа СК и СКД, промежуточными звеньями типа ПР, ПРВ, ПРВУ, ПРТ, 2ПР, 2ПРР, ПТМ, талрепами типа ПТР, серьгами типа СР, СРС, СД и коромыслами типа КТ3, 2КД, 2КУ,2КЛ.

#### Типы шарнирных сопряжений
динах Элементы сцепной арматуры сопрягаются подвижно шарнирами трёх типов:
- шарнирным сопряжением палец-проушина, где деталь может двигаться только в одной плоскости;
- цепным сопряжением, где деталь может двигаться в двух плоскостях;
- сферическим шарнирным сопряжением, где деталь может двигаться в любой плоскости на угол до 12°.

#### Элементы сцепной арматуры
- узлы крепления гирлянд к опоре
- серьги
- ушки
- скобы
- промежуточные звенья
- коромысла

### Поддерживающая арматура
Поддерживающая арматура предназначена для поддерживающего крепления проводов (канатов) и обводки шлейфа, а также для удержания узлов крепления экранов типа УКЭ.
К поддерживающей арматуре относятся поддерживающие зажимы (типа ПГ, ПГГ, ПГН), роликовые подвесы, распорки специальные (типа РС) и вязки специальные (типа ВС и ПВС).

#### Зажимы поддерживающие
Поддерживающие зажимы предназначены для крепления проводов к промежуточным и промежуточно-угловым опорам ЛЭП. Эти зажимы разделяются на глухие, выпускающие и с ограниченной прочностью заделки.
- Глухие зажимы. Состоят из лодочки и зажимного устройства. Провод вложен в лодочку и прижат плашками с болтами. В зажимах типа ПГК (Поддерживающий Глухой Качающийся) лодочка шарнирно связана с подвеской и может качаться относительно оси, находящейся на уровне провода, подвеска также шарнирно связана с гирляндой изоляторов через ушко. В зажимах типа ПГН лодочка крепится к гирлянде шарнирно без подвески через ушко. В некоторых зажимах старых конструкций и сёдлах, применяемых в контактной сети железной дороги, лодочка снабжена гнездом для крепления непосредственно к пестику последнего изолятора гирлянды.
- Выпускающие зажимы. Выпускающие зажимы отличаются от глухих способом подвески лодочки, обеспечивающим её сбрасывание при возникновении разности тяжений по проводу в соседних пролётах, вызывающей отклонение поддерживающей гирлянды на угол 34—40 градусов. Применение этих зажимов в населённой местности запрещено. Также запрещено использовать выпускающие зажимы при новом строительстве и при реконструкции ЛЭП.
- Зажимы с ограниченной прочностью заделки. Сходны с глухими зажимами, но затяжка прижимных плашек у них осуществляется таким образом, что при усилиях, превышающих некоторую заданную величину, происходит проскальзывание провода в лодочке. Распространённым типом зажима с ограниченной прочностью заделки является зажим ПОН.

#### Роликовые подвесы
Роликовые подвесы применяются для крепления проводов на переходных опорах высоковольтных линий.

### Натяжная арматура
Представляет собой все необходимое оборудование и изделия для крепления СИП: зажимы и кронштейны, крепления и хомуты, вязки и колпачки, траверсы и крюки, гасители вибрации и промежуточные звенья.

#### Натяжные (Анкерные) зажимы
Натяжные (Анкерные) зажимы применяются для крепления проводов к натяжным гирляндам анкерных опор высоковольтной линии.

##### Типы натяжных (анкерных) зажимов
Существуют следующие типы натяжных (анкерных) зажимов: болтовые, прессуемые и клиновые.
- Болтовые зажимы. Состоят из корпуса, болтов и плашек. Корпус изготавливается из ковкого чугуна, болты изготавливаются из стали. Плашки изготавливаются из ковкого чугуна или стали, также существуют алюминиевые плашки для снижения магнитных потерь на зажимах(позволяет снизить потери в 3—4 раза по сравнению со стальными). Провод вкладывается в корпус зажима и закрепляется U-образными болтами и плашками. Прочность заделки болтовых зажимов достигает 98 % прочности провода. Две основных конструкции болтовых зажимов: с болтами со стороны петли и со стороны пролёта. Зажимы с болтами, размещёнными со стороны пролёта также изготавливаются с антивибрационным бандажом — дополнительным болтовым креплением, расположенным со стороны петли. В зажимах с креплением провода со стороны петли существует проблема переламывания провода в результате «пляски». Болтовые зажимы применяются на ЛЭП 35—110 кВ для проводов сечением до 240 квадратных миллиметров. В настоящее время на ЛЭП применяются следующие типы болтовых зажимов: старая серия НБ (зажимы с 3,4,5, и 7 U-образными болтами, один из них является антивибрационным бандажом, в семиболтовом зажиме их два), НБН и новая серия НБ (зажимы с 2,3 и 4 болтами, расположенными со стороны петли).
- Прессуемые зажимы. Прессуемые зажимы применяются на ЛЭП 220—1150 кВ для проводов сечением 300 квадратных миллиметров и более. Зажим состоит из алюминиевого корпуса и стального анкера, анкер служит для крепления провода к сцепной арматуре. При креплении в зажиме провод разрезается, часть провода со стороны пролёта пропускается через корпус и запрессовывается в анкере, затем провод с анкером протягивается в корпус, провод из петли вставляется в корпус и он опрессовывается. Существуют прессуемые зажимы с разъёмным корпусом. Корпус является проводящей деталью. Наиболее часто применяемым типом прессуемых зажимов является зажим НАС.
- Клиновые зажимы. Принцип работы зажима основан на заклинивании провода в корпусе зажима с помощью специального клина. Корпус и клин изготавливаются из ковкого чугуна. Существует 2 вида таких зажимов: НКК и НК. В зажиме НКК провод пропускают через корпус и изгибают петлей, в которую вкладывают клин-коуш и заклинивают петлю в зажиме. В зажиме НК провод вкладывается в корпус и заклинивается треугольным клином. Зажимы НК применяются на ЛЭП 10—35 кВ, реже — 110 кВ. Зажимы НКК применяются на ЛЭП 6-10 кВ и для крепления грозозащитных тросов.

### Соединительная арматура
Соединительная арматура включает овальные соединители и термитный патрон. Ещё включает плашечный зажим и т. д.

#### Овальные соединители
Овальные соединители изготавливаются из алюминия и представляют собой трубку овального сечения. Соединители монтируются обжатием и скручиванием. Обжатие производится на специальных клещах, концы проводов вводятся в корпус соединителя, обжатие соединителя производится с двух сторон в шахматном порядке. Скручивание соединителя производится на специальном станке для скручивания овальных соединителей. Для улучшения электрических качеств соединения концы проводов после обжатия или скручивания соединяются термитным патроном.

#### Термитный патрон
Применяется для соединения проводов в петле. Патрон состоит из кокиля, вкладыша и термитной массы. На кокиль нанесена термитная
масса, при сварке провода заводятся в кокиль и закрепляются в специальных клещах. Далее термитную массу поджигают и происходит
сварка.

### Защитная арматура
К защитной арматуре относятся защитные рога, защитные экраны и кольца, разрядники, гасители вибрации.

#### Защитные рога
Применяются для создания искрового промежутка, отвода электрической дуги при перекрытии изоляции и защиты
изоляции высоковольтной линии. Верхние рога (РРВ) крепятся к сцепной арматуре вверху гирлянды, нижние рога (РРН) крепятся к пестикам изоляторов или сцепной арматуре внизу гирлянды.

#### Защитные экраны и кольца
Защитные экраны и кольца служат для отвода электрический дуги, возникающей при перекрытии изоляции от поверхности
изоляторов и улучшения распределения электрического напряжения по гирлянде.

#### Разрядники
Применяются для защиты от грозовых повреждения участков ВЛ с пониженной по сравнению с остальной линией изоляцией от импульсных перенапряжений, приходящих с линии. Существуют двух типов: трубчатые (РТФ, РТВ, РТВУ) и вентильные.
Трубчатые разрядники состоят из фибробакелитовой или винипластовой трубки и электродов. Когда между электродами образуется дуга, внутренняя поверхность трубки начинает испаряться, и образующиеся газы, проходя через трубку, растягивают и гасят дугу.

#### Гасители вибрации
Гасители вибрации устанавливаются на проводах и тросах линий электропередачи для предупреждения повреждения их от усталостных напряжений, вызываемых вибрацией.
Для установки на проводах ВЛ применяются гасители вибрации типа ГВ, ГВН или ГПГ. Для установки на проводах больших переходов — гасители типа ГПГ с «глухим» креплением или гасители вибрации типа ГПС сбрасывающиеся.

### Арматура для крепления штыревых изоляторов
Для крепления штыревых изоляторов используются штыри и крюки.

#### Штыри
Штыри применяются для крепления штыревых изоляторов к траверсам опор ВЛ 0,4-20 кВ и телеграфных линий. Изготавливаются
из стали или консервированной древесины (для второстепенных линий). Изоляторы крепятся к штырям с помощью пакли или специальных колпачков.

#### Крюки
Крюки применяются для крепления штыревых изоляторов к опорам ВЛ 0,4—10 кВ и телеграфных линий. Изготавливаются из стали.
Крюки вкручиваются в деревянные стойки опор. Изоляторы крепятся на крюках с помощью пакли или специальных колпачков. Иногда крюки привариваются к траверсам опор.

### Спиральная арматура

#### Описание
В основе спиральной арматуры лежат проволочные спирали, охватывающие провод. Она хорошо сочетается с проводами и тросами в силу собственной гибкости и после монтажа фактически объединяется с проводом в единое целое.
По сравнению с традиционными (болтовыми или прессуемыми) конструкциями, применяемыми в электроэнергетике и связи, спиральная арматура имеет ряд преимуществ, и только она может применяться для монтажа волоконно-оптических кабелей связи (самонесущих, встроенных в грозотрос, фазовый провод), так как другие виды арматуры создают недопустимо большое усилие на зажим.

#### Виды спиральной арматуры
Спиральная арматура по своему назначению подразделяется на следующие виды:
- натяжные
- поддерживающие зажимы
- ремонтные зажимы
- соединительные зажимы
- шлейфовые зажимы
- протекторы защитные.

#### Натяжные зажимы
Силовая U-образная прядь состоит из нескольких спиралей, склеенных между собой. На внутреннюю поверхность пряди нанесен абразив. Силовая прядь навивается на провод. Если необходимо дополнительно защитить провод в зоне крепления, зажим устанавливается на предварительно навиваемый спиральный протектор. Длина протектора выбирается с учётом возможности установки на нём гасителя вибрации.
Крепление зажима к опоре осуществляется посредством коуша и стандартной сцепной арматуры. Нормативная прочность заделки провода в зажиме составляет не менее 95 % от разрывной прочности провода.

#### Поддерживающие зажимы
Поддерживающий зажим содержит: протектор, выполненный из отдельных проволочных спиралей или прядей (состоящих из соединенных между собой проволочных спиралей); две силовые пряди, имеющие взаимно противоположное направление навивки; штампованную оцинкованную лодочку и крепежные детали (палец, шайба, шплинт).
Наличие двух силовых прядей обеспечивает требуемую прочность заделки провода в лодочке, плавно изменяет изгибную жесткость и уменьшает изгибные напряжения в проводе вблизи лодочки, повышает его ресурсную стойкость.

#### Ремонтные зажимы
Зажим ремонтный спирального типа предназначен для ремонта сталеалюминиевых проводов. Зажим ремонтный содержит: токопроводящий повив — набор спиралей из алюминиевого сплава; протектор-фиксатор — набор спиралей из стальной оцинкованной проволоки с антикоррозийным покрытием.

#### Соединительные зажимы
Зажим соединительный предназначен для соединения и ремонта проводов. Зажим соединительный содержит: спиральные пряди из стальных проволок, склеенные между собой, на внутреннюю поверхность пряди нанесен абразив; токопроводящий повив (один или два) — отдельные спирали из проволок из алюминиевого сплава; силовой повив (протектор-фиксатор).